# Willernie
Willernie är en ort i Washington County i Minnesota. Vid 2020 års folkräkning hade Willernie 515 invånare.